# هارييت بلاند
هارييت بلاند (بالإنجليزية: Harriet Bland)‏ هي منافسة ألعاب القوى أمريكية، ولدت في 13 فبراير 1915 في سانت لويس في الولايات المتحدة، وتوفيت في 6 نوفمبر 1991 في فورت وورث في الولايات المتحدة.

## وصلات خارجية
- هارييت بلاند على موقع أوليمبيديا (الإنجليزية)